# زمین‌لرزه ۱۹۳۵ تمیسکامینگ
زمین‌لرزه تمیسکامینگ  در تاریخ ۱ نوامبر ۱۹۳۵ میلادی، برابر با ‎۹ آبان ۱۳۱۴، ساعت ۰۶:۰۳:۴۰ به زمان یوتی‌سی در کانادا ، منطقه کبک رخ داد.ژرفای این زلزله ۲۰۰ کیلومتر بود. بزرگی آن ۶٫۲ در مقیاس Mw بدست آمده‌است.